# یواس‌اس برلینگتون (پی‌اف-۵۱)
یواس‌اس برلینگتون (پی‌اف-۵۱) (به انگلیسی: USS Burlington (PF-51)) یک کشتی بود که طول آن ۳۰۳ فوت ۱۱ اینچ (۹۲٫۶۳ متر) بود. این کشتی در سال ۱۹۴۳ ساخته شد.